# Maître-cylindre
Le maître-cylindre est une pièce placée derrière l'amplificateur à dépression d'un circuit de freinage hydraulique. Cet organe émetteur permet de transmettre une pression via le liquide de frein aux organes récepteurs du freinage au travers des canalisations hydrauliques avant et arrière.

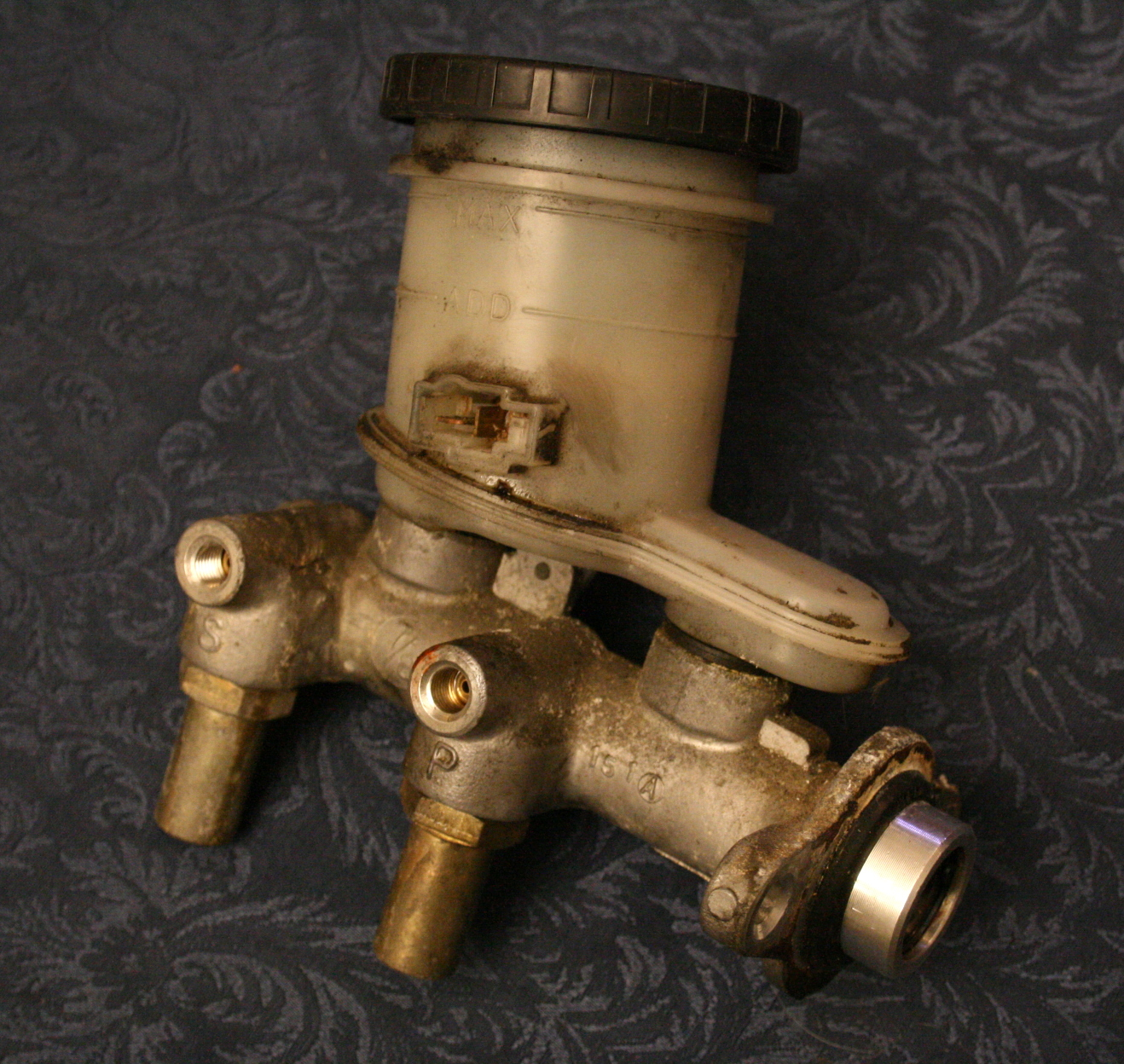
Un maître-cylindre avec :
- En haut le réservoir du liquide de frein et son bouchon.
- Sur le côté les indications « add » et « max » sur le réservoir.
- En bas les deux sorties pour les circuits de freins.

## Description

Schéma d'un maître-cylindre montrant la séparation des 2 circuits.

Le maître-cylindre contient généralement :
- sur le dessus, une réserve de liquide de frein permet de compenser les variations de volume du liquide, dues à l'usure des éléments de freinage et aux variations de température. Ce réservoir en matière plastique, généralement translucide, comporte deux indications (min et max) entre lesquelles le niveau du liquide de frein doit toujours se situer ;
- un cylindre et son piston permettent de mettre les deux circuits de freinage sous pression, lorsque la pédale de frein est actionnée. La pression est transmise au travers d'une série de tubes vers les pistons secondaires (récepteurs) des freins de chaque roue, responsables d’actionner les plaquettes et garnitures de frein ;

## Fonctionnement
Selon la position de la pédale de frein, le fonctionnement comporte deux phases :
Au reposle piston du maître-cylindre est maintenu contre la rondelle de butée par le ressort de rappel. Dans cette position, la tête du piston et la coupelle primaire découvrent l'orifice d'alimentation et l'orifice de dilatation maintenant le liquide de frein sous pression atmosphérique permettant au plaquettes de rester à proximité immédiate des disques, quelle que soit leur usure ;
En phase de freinagesous l'action de la tige de poussée, le piston et la coupelle primaire se déplacent vers le fond de l'alésage. Dès que la coupelle primaire obstrue le trou de dilatation, la colonne de liquide se déplace vers les récepteurs avec une légère pression. Le liquide de frein dirigé vers les freins à tambour passe par la soupape de pression résiduelle en soulevant le clapet central de son siège. Dès que tous les récepteurs ont effectué leur course, une forte pression s'établit.

## Sécurité
Sur les véhicules automobiles, le maître-cylindre comporte deux pistons coaxiaux et des sorties correspondant à deux circuits de freinage indépendants, assurant une certaine sécurité au système.
En cas de fuite sur un circuit, la pression ne peut s'établir dans ce circuit, de plus le niveau du liquide baisse à chaque mouvement du piston et finit par désactiver le circuit concerné. Mais le deuxième circuit toujours fonctionnel doit permettre au conducteur de réussir son, voire ses freinages, tout en l'alertant qu'il y a un problème. En effet, le freinage sur deux roues, n'est ni aussi puissant, ni aussi stable, que le freinage sur quatre roues, l'utilisation du frein de secours pourra s’avérer utile, ce dernier utilisant une mécanique de transmission différente.

## Entretien
Il est nécessaire de vérifier que le niveau du liquide de frein dans le réservoir situé au-dessus du "maître-cylindre" ne descend pas en dessous du niveau indiqué "mini".
Afin de lui conserver ses propriétés initiales, le liquide de frein de l’ensemble du circuit de freinage doit être remplacé périodiquement.